# Matthias Pöschl
Matthias Pöschl (* 3. September 1924 in Landshut; † 20. Juli 2007 in München) war ein katholischer Priester  und Dichter.

## Leben
Matthias Pöschl wuchs als ältester Sohn eines fahrenden Händlers in Landshut auf. Nach dem Besuch der Volksschule wurde er 1936 Zögling des Sankt-Fidelis-Seminars in Regensburg. Kriegsbedingt wechselte Pöschl an die Gymnasien Burghausen und Landshut. Im Februar 1943 erfolgte die Einberufung zum Kriegsdienst. Nach Verwundung und französischer Kriegsgefangenschaft studierte er  ab 1947 Philosophie, Theologie und Kunstgeschichte am Freisinger Priesterseminar. Seine Primiz feierte Matthias Pöschl am 22. Mai 1952 in der St. Martinskirche in Landshut. Nach fünf Jahren als Seelsorger in Prien und München wurde er zum Religionslehrer an verschiedenen Realschulen in München bestellt. Zuletzt war er an der städtischen Carl-Spitzweg-Realschule in München-Untermenzing tätig. Als Oberstudienrat wurde Matthias Pöschl 1985 dann pensioniert. Er lebte und arbeitete in der Pfarrgemeinde St. Martin in München-Untermenzing, bis ihn eine schwere Erkrankung 2001 zum endgültigen Ruhestand zwang. Der Krankheit erlag er im Jahre 2007. Sein Grab befindet sich auf dem Friedhof an der Kirche St. Martin im Münchner Stadtteil Untermenzing.

## Werk
Als Dichter zählt Matthias Pöschl zu den namhaften Vertretern der katholischen Literatur des 20. Jahrhunderts in Bayern. Sein Werk, das in der Zeit von 1962 bis 2004 entstand, umfasst 11 Biographien, vor allem von deutschen und französischen Heiligen, 7 Bücher mit bayerischen Mundartgedichten, davon 2 Bücher mit 70 Gedichten zu Bildern von Carl Spitzweg, 7 Gedichtbände in Schriftdeutsch, 8 Theaterstücke in bayerischer Mundart, 5 Theaterstücke in Schriftdeutsch sowie 2 Bände mit religiösen Schriften. 

## Veröffentlichungen
- 1962 Thomas Morus
- 1963 Ignatius von Loyola
- 1970 Unsere liebe Frau - 6 Marienandachten
- 1977 Das Blutenburger Weihnachtsspiel
- 1978 Spitzwegbuidl 1. Teil
- 1979 Das Blutenburger Osterspiel
- 1980 Ein Schloß an der Würm
- 1980 Der Straubinger Totentanz
- 1980 Das Karlsfelder Hirtenspiel
- 1981 Spitzwegbuidl 2. Teil
- 1981 A Postkartntraam – Mundartversal jahraus, jahrei
- 1981 Freude in seiner Nähe – Aufsätze zum Kirchenjahr
- 1982 Das Menschenherz will Ewigkeit – Gesammelte Aufsätze über Reinhard Sorge, Georges Bernanos, Ruth Schaumann, Peter Dörfler, Paula Schlier
- 1983 Bruder Klaus
- 1984 Gedichte
- 1985 Das Mädchen Bernadette
- 1985 Altbairische Passion
- 1985 Bairische Cäcilienmesse (Text, Musik von Klaus Haller). Fischer, Kirchheim 1985.
- 1988 Ars Moriendi oder Das Spiel vom guten Tod des Sebastian Molocher
- 1989 Sankt Korbinian
- 1990 Meine Seele preist die Größe des Herrn – Meditationen zum Rosenkranz
- 1990 Ars, La Salette, Nevers, Paray-le-Monial – Stationen einer Pilgerfahrt in Frankreich
- 1991 Sonette meiner Hoffnung
- 1992 Jahraus, Jahrein: ein bairischer Jahreskreis
- 1992 Elisabeth von Thüringen: Leben und Wirken in Kunst- und Kulturgeschichte
- 1993 Das Waaler Ulrichsspiel
- 1995 Menzinger Kreuzweg
- 1999 Im Schatten deiner Flügel – Sonette
- 2000 Biblische Balladen
- 2001 Rose, ins Wunder erblüht: Gedichte 1991–1998
- 2003 Ich weiß, daß mein Erlöser lebt – Gedichte
- 2004 Das Lächeln des göttlichen Kindes: Meditationen zum Advent

| Personendaten    | Personendaten                  |
| ---------------- | ------------------------------ |
| NAME             | Pöschl, Matthias               |
| KURZBESCHREIBUNG | katholischer Priester, Dichter |
| GEBURTSDATUM     | 3. September 1924              |
| GEBURTSORT       | Landshut                       |
| STERBEDATUM      | 20. Juli 2007                  |
| STERBEORT        | München                        |